# Nilea unipilum
Nilea unipilum is een vliegensoort uit de familie van de sluipvliegen (Tachinidae). De wetenschappelijke naam van de soort is voor het eerst geldig gepubliceerd in 1924 door Aldrich and Webber.